# غندافة

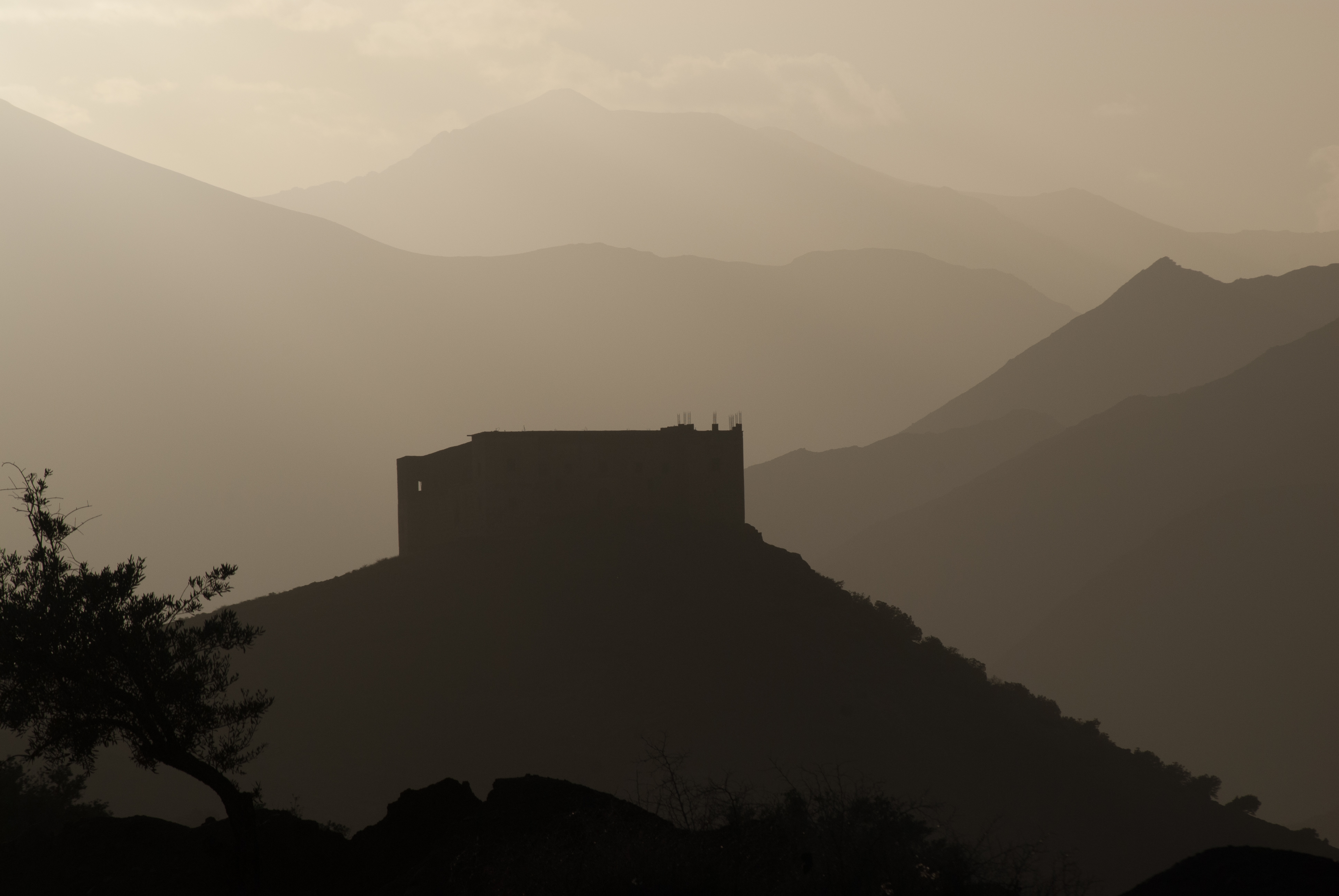

غندافة (بالفرنسية: Goundafa)‏ هو اسم لقبيلة مغربية تأسست خلال القرون الماضية في الأطلس الكبير، في واد نفيس، على طول طريق الذي يربط بين تيزي نتاست ومراكش. وهم ينحدرون من الأطلس الصغير، سيطر الغندافيون على واد نفيس والجهة الغربية من جبل توبقال. تم تأطيرهم من قبل الغلاوة في الشرق ومتوكة في الغرب، والذين كانوا يتنافسون فيما بينهم.
في القرن التاسع عشر، تمتع الغندافيون بدرجة كبيرة من الحكم الذاتي من الحكومة المركزية. وبتحريض من السي أحمد آيت لحسن، وهو مدير مدرسة تولى رئاسة العشيرة، قاموا بتمديد سيطرتهم على المنطقة حوالي عام 1875. أرسل السلطان قوات لتأكيد سلطته، لكنه لم يستطع الاستيلاء على قصبة تاغوندافت. وأخيراً، خضع الغندافيون للسلطان مولاي الحسن الأول، وتم اختيار السي أحمد كقائد.
بعد وفاة السي أحمد في عام 1885، خلفه ابنه سي الطيب، الذي مدد نفوذه على المنحدر الآخر من تيزي نتاست نحو سهل سوس. تحت الحماية الفرنسية، تم تعيين باشا من تزنيت واستلم قيادة سوس.
تحتفظ المنطقة التي حكمها الغندافيون بالعديد من القصبات التي تشهد على سلطة رؤساء هذه القبيلة. من الشمال إلى الجنوب، عبر واد نفيس:
- تلات نيعقوب، على الضفة اليسرى من النهر، وهي الأهم؛
- أغادير-ن-جوف، على الضفة اليمنى، بُنيت في عام 1907؛
- تاغوندافت، تطفو على ذروة على الضفة اليمنى، 1600 متر، مبنية من الطوب.

تُعتبر قصبات غندافة أقل حصانة من قصور جيرانها، لأن الأمن كان مكفولاً بشكل أساسي من قبل القلاع ومراكز المراقبة الموجودة على المرتفعات.